# The Best FIFA Football Awards 2020
5-я церемония вручения наград премии «The Best FIFA Football Awards»

17 декабря 2020 года
The Best FIFA Men’s Player: 

 Роберт Левандовский
(первый раз)
The Best FIFA Women’s Player: 

 Люси Бронз
(первый раз)
The Best FIFA Men’s Goalkeeper: 

 Мануэль Нойер
(первый раз)
The Best FIFA Women’s Goalkeeper: 

 Сара Буадди
(первый раз)
The Best FIFA Men’s Coach: 

 Юрген Клопп
(второй раз)
The Best FIFA Women’s Coach: 

 Сарина Вигман
(второй раз)
FIFA Puskás Award: 

 Сон Хын Мин
(первый раз)
FIFA Fan Award: 

 Маривалдо Франсиско да Силва
(первый раз)
FIFA Fair Play Award: 

 Маттиа Агнесе
(первый раз)
< 4-я Церемонии вручения 6-я >
The Best FIFA Football Awards 2020 — пятая ежегодная церемония вручения награды лучшим футболистам и тренерам, вручается руководящим органом FIFA. Претенденты на звание лучшего игрока среди мужчин и женщин, лучшего тренера в мужском и женском футболе, претенденты на премию Пушкаша за лучший гол были оглашены, претенденты на звание лучшего голкипера среди мужчин и женщин были оглашены 25 ноября 2020 года, церемония прошла 17 декабря 2020 года, в «онлайн режиме» из-за пандемии COVID-19.

## Номинации

### The Best FIFA Men’s Player
25 ноября 2020 года ФИФА опубликовала короткий список из одиннадцати претендентов. Три номинанта были объявлены 11 декабря 2020 года. Победителем стал Роберт Левандовский.
Критерии отбора: соответствующие достижения в период с 20 июля 2019 года по 7 октября 2020 года.
| Позиция | Игрок               | Команда(ы) | Сборная    | Очков |
| ------- | ------------------- | ---------- | ---------- | ----- |
| 1       | Роберт Левандовский | Бавария    | Польша     | 52    |
| 2       | Криштиану Роналду   | Ювентус    | Португалия | 38    |
| 3       | Лионель Месси       | Барселона  | Аргентина  | 35    |

### The Best FIFA Men’s Goalkeeper
25 ноября 2020 года ФИФА опубликовала короткий список из шести претендентов. Три номинанта были объявлены 11 декабря 2020 года. Победителем стал Мануэль Нойер.
| Позиция | Игрок         | Команда(ы)      | Сборная  | Очков |
| ------- | ------------- | --------------- | -------- | ----- |
| 1       | Мануэль Нойер | Бавария         | Германия | 28    |
| 2       | Алисон Бекер  | Ливерпуль       | Бразилия | 20    |
| 3       | Ян Облак      | Атлетико Мадрид | Словения | 12    |

### The Best FIFA Men's Coach
25 ноября 2020 года ФИФА опубликовала короткий список из пяти претендентов. Три номинанта были объявлены 11 декабря 2020 года. Победителем стал Юрген Клопп.
| Позиция | Тренер          | Команда(ы)   | Очков |
| ------- | --------------- | ------------ | ----- |
| 1       | Юрген Клопп     | Ливерпуль    | 24    |
| 2       | Ханс-Дитер Флик | Бавария      | 24    |
| 3       | Марсело Бьелса  | Лидс Юнайтед | 11    |

### The Best FIFA Women's Player
25 ноября 2020 года ФИФА опубликовала короткий список из одиннадцати претендентов. Три номинанта были объявлены 11 декабря 2020 года. Победителем стала Люси Бронз.
Критерии отбора: соответствующие достижения в период с 08 июля 2019 года по 07 октября 2020 года.
| Позиция | Тренер          | Команда(ы)                  | Сборная | Очков |
| ------- | --------------- | --------------------------- | ------- | ----- |
| 1       | Люси Бронз      | Олимпик Лион Манчестер Сити | Англия  | 52    |
| 2       | Пернилле Хардер | Вольфсбург Челси            | Дания   | 40    |
| 3       | Венди Ренар     | Олимпик Лион                | Франция | 35    |

### The Best FIFA Women's Goalkeeper
25 ноября 2020 года ФИФА опубликовала короткий список из шести претендентов. Три номинанта были объявлены 11 декабря 2020 года. Победителем стала Сара Буадди
| Позиция | Игрок            | Команда(ы)       | Сборная | Очнов |
| ------- | ---------------- | ---------------- | ------- | ----- |
| 1       | Сара Буадди      | Олимпик Лион     | Франция | 24    |
| 2       | Кристиана Эндлер | Пари Сен-Жермен  | Чили    | 22    |
| 3       | Алисса Нихер     | Чикаго Ред Старз | США     | 10    |

### The Best FIFA Women's Coach
25 ноября 2020 года ФИФА опубликовала короткий список из семи претендентов. Три номинанта были объявлены 11 декабря 2020 года. Победителем стала Сарина Вигман.
| Позиция | Тренер         | Команда(ы)   | Очков |
| ------- | -------------- | ------------ | ----- |
| 1       | Сарина Вигман  | Нидерланды   | 26    |
| 2       | Жан-Люк Вассер | Олимпик Лион | 20    |
| 3       | Эмма Хейс      | Челси        | 12    |

### FIFA Puskás Award
25 ноября 2020 года ФИФА опубликовала короткий список из одиннадцати претендентов. Три номинанта были объявлены 11 декабря 2020 года. Все голы, выставленные на рассмотрение, были забиты с 20 июля 2019 года по 7 октября 2020 года. Каждый зарегистрированный пользователь сайта FIFA.com может принять участие в финальном голосовании до 9 декабря 2020 года, при этом анкета будет представлена на официальном сайте ФИФА. Затем за три лучших гола проголосует комиссия из десяти "экспертов ФИФА", которая и выберет победителя. Победителем стал Сон Хын Мин.
| Позиция | Игрок                   | Матч                       | Турнир                      | Дата            | Видео           | Очков |
| ------- | ----------------------- | -------------------------- | --------------------------- | --------------- | --------------- | ----- |
| 1       | Сон Хын Мин             | Тоттенхэм Хотспур – Бернли | Чемпионат Англии 2019/2020  | 7 декабря 2019  | Логотип YouTube | 24    |
| 2       | Джорджиан Де Арраскаэта | Сеара – Фламенго           | Чемпионат Бразилии 2019     | 25 августа 2019 | Логотип YouTube | 22    |
| 3       | Луис Суарес             | Барселона – Мальорка       | Чемпионат Испании 2019/2020 | 7 декабря 2019  | Логотип YouTube | 20    |

### FIFA Fan Award
Премия отмечает лучшие моменты или жесты болельщиков с сентября 2019 по сентябрь 2020 года, независимо от чемпионата, пола или национальности. Шорт-лист был составлен группой экспертов ФИФА, и каждый зарегистрированный FIFA.com пользователь может принять участие в финальном голосовании до 16 декабря 2020 года. Три номинанта были объявлены 11 декабря 2020 года. Награду получил бразилец Маривалдо Франсиско да Силва, который проходит пешком 60 километров, чтобы посмотреть матчи своего любимого клуба «Спорт Ресифи».
| Позиция | Фанат(ф)                     | Голосов |
| ------- | ---------------------------- | ------- |
| 1       | Маривалдо Франсиско да Силва | 138 122 |
| 2       | Фанаты Колумбии              | 116 616 |
| 3       | Джеймс Андерсон              | 86 182  |

### FIFA Fair Play Award
| Победитель    | Команда            | Повод |
| ------------- | ------------------ | --- |
| Маттиа Аньезе | Оспедалетти Кальчо | За проявленную сообразительность и храбрость в оказании критически важной первой помощи противнику, который потерял сознание в результате столкновения на поле. |

### FIFA FIFPro Men’s World11
10 декабря был представлен список из 55 претендентов.
| Имя                      | Клуб(ы)               |
| Вратарь                  | Вратарь               |
| ------------------------ | --------------------- |
| Алисон Бекер             | Ливерпуль             |
| Защитники                |                       |
| Трент Александер-Арнольд | Ливерпуль             |
| Алфонсо Дейвис           | Бавария               |
| Вирджил Ван Дейк         | Ливерпуль             |
| Серхио Рамос             | Реал Мадрид           |
| Полузащитники            |                       |
| Кевин Де Брёйне          | Манчестер Сити        |
| Йозуа Киммих             | Бавария               |
| Тьяго                    | - Бавария - Ливерпуль |
| Нападающие               |                       |
| Роберт Левандовский      | Бавария               |
| Лионель Месси            | Барселона             |
| Криштиану Роналду        | Ювентус               |

### FIFA FIFPro Women's World11
10 декабря был представлен список из 55-и претенденток.
| Имя               | Клуб(ы)                              |
| Вратарь           | Вратарь                              |
| ----------------- | ------------------------------------ |
| Кристиана Эндлер  | Пари Сен-Жермен                      |
| Защитники         |                                      |
| Милли Брайт       | Челси                                |
| Люси Бронз        | - Олимпик Лион - Манчестер Сити      |
| Венди Ренар       | Олимпик Лион                         |
| Полузащитники     |                                      |
| Барбара Бонансеа  | Ювентус                              |
| Вероника Бокете   | - Юта Роялс - Милан                  |
| Дельфин Каскарино | Олимпик Лион                         |
| Нападающие        |                                      |
| Пернилле Хардер   | - Вольфсбург - Челси                 |
| Тобин Хит         | - Портленд Торнс - Манчестер Юнайтед |
| Вивианне Мидема   | Арсенал                              |
| Меган Рапино      | Рейин                                |

## Комментарии
1. ↑  Юрген Клопп победил, потому что за него проголосовало больше тренеров сборных команд[19]